# Pselliophora jinxiuensis
Pselliophora jinxiuensis är en tvåvingeart som beskrevs av Yang 1988. Pselliophora jinxiuensis ingår i släktet Pselliophora och familjen storharkrankar. Inga underarter finns listade i Catalogue of Life.